# アレクサンドル・クルチー
アレクサンドル・ミハイロヴィチ・クルチー（Аляксандр Мікалаевіч Кульчы、1973年11月1日- ）は、ベラルーシ・ミンスク出身の元サッカー選手、サッカー指導者。現役時代のポジションはMF。なお、｢アレクサンドル＝ミハイロヴィチ＝クルチー｣とはロシア語読みの日本語音写であり、ベラルーシ語読みの日本語音写はアリャクサンドル＝ミカライェヴィチ＝クリチュイに近い。

## 来歴

### クラブ
1997年以来、トップディビジョンであるロシア・プレミアリーグのクラブでプレーをした。2011年6月14日、FCヴォルガ・ニジニ・ノヴゴロド戦の前半44分にFCクラスノダール移籍後初の得点を決めた。試合後、TV局のロシア2は、この得点を第13節のベストゴールに選んだ。2012年シーズン終了後、FCクラスノダールが契約延長を求めなかったために退団。カザフスタンのFCイルティシュ・パヴロダルと契約をしたが、7月に入り契約終了して2部相当に所属するFCシビル・ノヴォシビルスクに半年契約で移籍した。

### 代表
ベラルーシ代表としては、1996年2月14日のトルコ代表戦でA代表デビューをした。2009年10月10日、2010 FIFAワールドカップ・ヨーロッパ予選のカザフスタン戦で、ベラルーシ代表の最多出場記録をもっていたセルゲイ・グレンコの80に並んだ。2010年8月10日、リトアニア代表との試合でキャップ数を81に伸ばしベラルーシ代表の最多出場記録を塗り替えた。
2009年11月下旬、ベラルーシサッカー協会は今年の最優秀選手にクルチーを選出。キャリア初のベラルーシ年間最優秀選手賞に輝いた。
2012年6月7日、リトアニア代表との親善試合でベラルーシ人で初めて代表通算100試合を達成した。

## 所属クラブ
- FCホメリ 1991
- FCバブルイスク 1992-1993
- MPKCマズィル 1994-1996
- FCディナモ・モスクワ 1997-1999
- FCシンニク・ヤロスラヴリ 2000-2005
- FCトム・トムスク 2006-2007
- FCロストフ 2008-2010
- FCクラスノダール 2011–2012
- FCシビル・ノヴォシビルスク 2012
- FCイルティシュ・パヴロダル 2013

## 指導歴
- FCホメリ 2019
- FCディナモ・モスクワ 2020（暫定）
- FCディナモ-2・モスクワ 2020-

## タイトル

### 個人
- ベラルーシ年間最優秀選手賞：1 (2009)